# Ligue des militants athées
Vous lisez un « bon article » labellisé en 2011.
La Ligue des militants athées (L'Union des belligérants athées ; russe : Союз воинствующих безбожников) ; ou russe : Общество безбожников (Société des Sans-Dieu) ou russe : Союз безбожников (L'Union des Sans-Dieu), est une organisation antireligieuse formée de travailleurs et citoyens soviétiques durant la période 1925–1947. Elle est plus précisément constituée « de membres du Parti, de membres de l'organisation de la jeunesse communiste Komsomol, de travailleurs et de vétérans de l'armée ».
La Ligue est l'aboutissement d'une mouvance antireligieuse qui s'est développée au sein de l'Union soviétique, sous l'influence des politiques culturelles et de l'idéologie du Parti communiste. Au début de l'année 1941, elle revendique environ 3 500 000 membres de cent nationalités différentes, ainsi que 96 000 bureaux dans toute l'URSS.
Guidée par les principes bolcheviques et la propagande antireligieuse du parti communiste, la Ligue combat la religion sous toutes ses formes, et inculque l'idéal de la pensée scientifique parmi les travailleurs. Elle institue le travail individuel (l'envoi de militants athées pour rencontrer et convaincre des croyants), prépare des campagnes de promotion de l'athéisme, et fait publier de la littérature scientifique et des périodiques qui tournent en dérision la religion.
La Ligue a fait fermer la plupart des lieux de culte de l'Union soviétique. Sur ordre de Staline, elle arrête officiellement ses actes de propagande à partir de septembre 1941, à la suite de l'invasion nazie et à la demande des Alliés. Plus aucune activité n'est enregistrée après 1947.

## Origines et formation

### Conflits sur la manière de mener la propagande antireligieuse

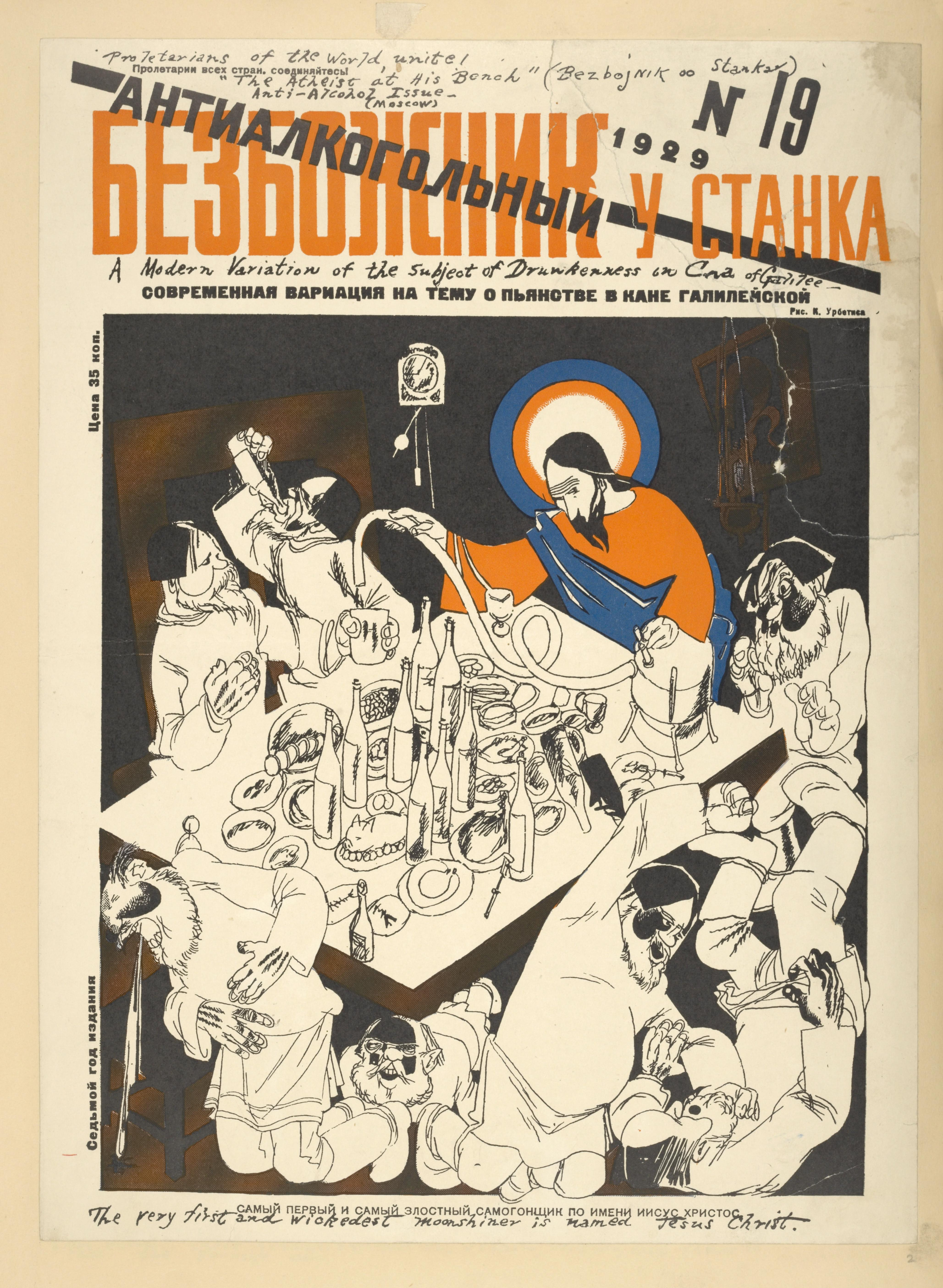
Publication de Bezbojnik représentant Jésus en vendeur d'alcool de contrebande.

Le journal Bezbojnik, fondé en 1922 et édité par Iemelian Iaroslavski, joue un rôle significatif dans la construction de la Ligue des militants athées, car il dispose d'une large audience et d'un réseau de correspondants développé. En août 1924, le mensuel Bezbojnik u stanka (Sans-Dieu sur son lieu de travail), destiné aux travailleurs, forme la Société moscovite des Sans-Dieu.
Le groupe de Moscou, groupe athée radical et anarchiste proche du Parti communiste, a tendance à soutenir le côté gauche du débat sur la façon de détruire la religion (c'est-à-dire en faveur d'une attaque de cette dernière sous toutes ses formes plutôt que de faire preuve de modération). En 1924, ce groupe attaque Anatoli Lounatcharski, Iemelian Iaroslavski et Vladimir Bontch-Brouïevitch sur leur volonté de différencier les aspects des religions. Plus particulièrement, le groupe de Moscou accuse Iaroslavski de ne s'attaquer qu'au clergé et non à la religion en général. Iaroslavski proteste : pour lui, si toutes les religions sont les ennemies du socialisme, les méthodes de combat contre les différents cultes doivent varier du fait du grand nombre de citoyens croyants qu'il souhaite « rééduquer » et non pas traiter comme des ennemis.
En avril 1925, le groupe de Moscou fusionne avec la Société des Amis du Journal Sans-Dieu (associée à Bezbojnik) pour former la Ligue Toute-Unie des Sans-Dieu. Entre 1925 et 1929, une lutte de pouvoir a lieu au sein de cette nouvelle organisation : d'une part Iaroslavski et ses partisans, d'autre part les leaders du groupe de Moscou (Galaktionov, Polidorov, Kostelovskaia, Lunin et d'autres). La conférence de la Ligue Toute-Unie des Sans-Dieu de 1926, portant sur la propagande antireligieuse, voit la victoire des idées de Iaroslavski sans mettre fin au débat. Le groupe de Moscou insiste notamment sur le fait que le combat antireligieux ne devrait être mené que par le Parti et les ouvriers, alors que Iaroslavski souhaite faire participer la nation entière.

### Création de la Ligue
En 1929, alors que les résolutions pour établir l'athéisme ont été acceptées et que Iaroslavski s'est imposé, quelques critiques émises par les anciens membres du groupe de Moscou subsistent : l'organisation est accusée pêle-mêle de minimiser la thèse des « ennemis de classe », de disposer de peu de prolétaires et de paysans dans ses rangs, de ne pas vouloir transformer le milieu éducatif en milieu militant antireligieux, et de faire référence à des athées bourgeois occidentaux non marxistes dans ses publications. En réponse, Iaroslavski souligne qu'il milite depuis des années pour une éducation antireligieuse, mais qu'au contraire des « gauchistes » qui veulent simplement attaquer la religion, il travaille au remplacement de la culture populaire religieuse par un matérialisme dialectique, et ajoute que Lénine avait utilisé les travaux des penseurs athées français du XVIIIe siècle lors de sa campagne pour disséminer l'athéisme en URSS. Il admet toutefois que les résultats obtenus sont inférieurs à ceux escomptés, mais attribue cette contre-performance au manque de coopération des acteurs du groupe de Moscou et de certaines branches du Komsomol, à une interdiction de ses activités en Ukraine et à des moyens financiers inadaptés.
Les problèmes soulevés par Iaroslavski sont pris en compte en 1929 lors du second congrès. Le Comité central du parti communiste délègue les pleins pouvoirs à la Ligue Toute-Unie des Sans-Dieu pour lancer une offensive de grande envergure afin d'éradiquer les religions du pays, elle peut désormais mobiliser l'ensemble des organisations publiques. Lors de ce même congrès, le nom de la Ligue est modifiée pour devenir la Ligue des Militants Athées (aussi appelée Union des Belligérants Athées), dont le directeur, nommé par le Comité central, est Iaroslavski.

## Les pleins pouvoirs de la Ligue

### Le congrès de 1929
Lors du congrès de 1929, la Ligue nouvellement créée admet qu'il y a, en dépit de ses premiers efforts, une certaine croissance de fréquentation des groupes sectaires, mais affirme que ces augmentations sont locales et non nationales. D'autre part, elle avertit que le nombre de militants religieux laïcs a dépassé le million, et que toutes les communautés religieuses, y compris les orthodoxes, avaient commencé à adopter des méthodes modernes pour attirer les jeunes. La Ligue conclut que la lutte contre la religion doit s'accélérer, même si elle doit éviter le piège des attaques antireligieuses systématiques que préconise l'aile gauche du Parti.
Lors de ce congrès est aussi abordée l'absence de politiques d'éducation antireligieuse auprès des soldats. La Ligue, qui a conscience de cette situation depuis plusieurs années, installe des cellules spécifiques au sein de chacune des unités de l'armée rouge à partir de 1927. Ces cellules portent leurs fruits puisqu'en 1925, 60 % des soldats se disent croyants lors du recrutement, alors qu'ils ne sont plus que 28 % à la fin de leur carrière. Plus généralement, le congrès de 1929 demande à toutes les institutions publiques de considérer la propagande antireligieuse comme inhérente à leur travail et de la doter de moyens concrets.
En outre, le congrès décide que les lieux de culte doivent être fermés avec l'accord de la majorité des travailleurs. Cependant, les fidèles de l'édifice menacé de fermeture ne peuvent pas voter. La pratique évolue peu de temps après, et les croyants peuvent participer aux réunions de vote, mais ces derniers risquent leur statut social et se retrouvent souvent en minorité à l'issue du vote. La Ligue des militants athées tire aussi parti des dissensions qui existent entre les différentes églises, afin d'obtenir le soutien de chaque obédience pour voter la fermeture de la structure religieuse adverse. Concernant l'éducation antireligieuse, celle-ci est instituée dès l'école. Deux années plus tard, plusieurs protestations sont émises par le propagandiste antireligieux Amosov, qui souhaite instituer cette éducation pour les enfants dès la crèche.
Globalement, la presse soviétique couvre plus largement le congrès de 1929 que le précédent, éclipsé par le congrès du Parti communiste d'Allemagne qui se déroulait en même temps.

### Une Ligue autoritaire

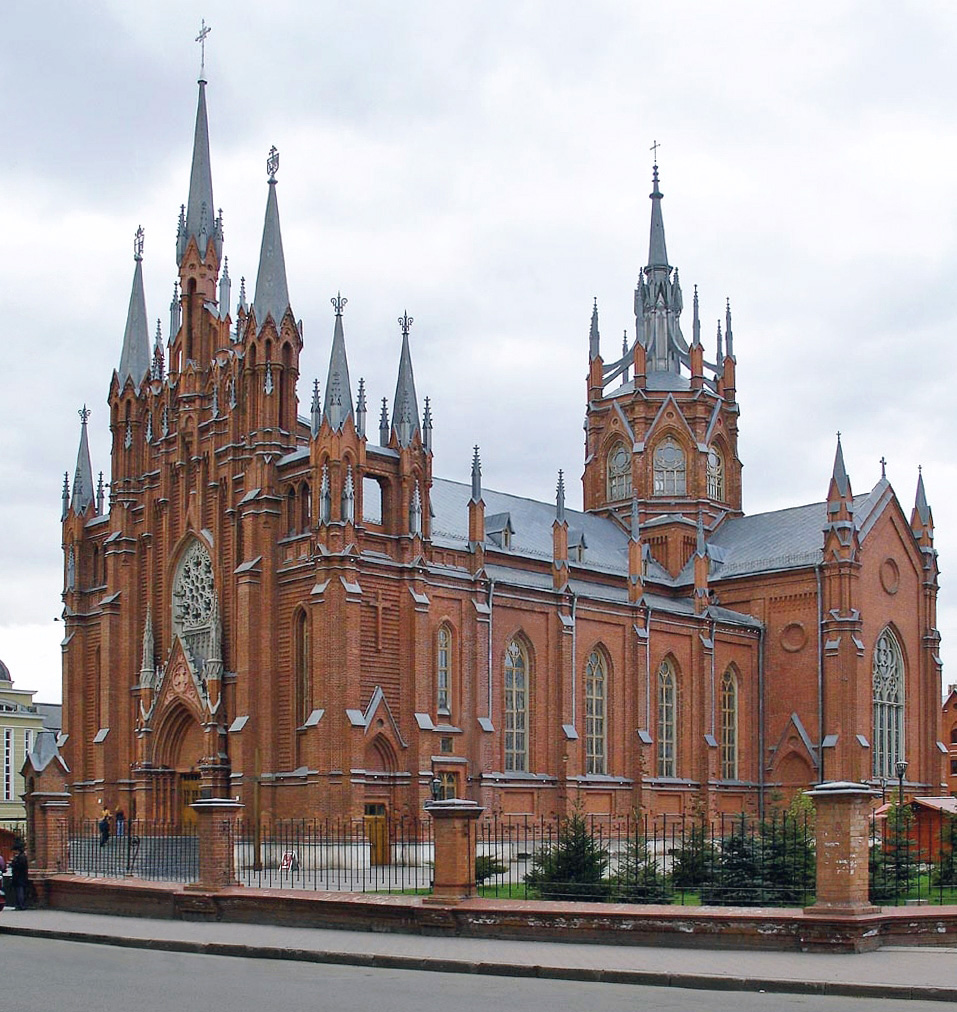
La cathédrale de l'Immaculée Conception fut fermée par les autorités soviétiques en 1938.

La Ligue, qui occupe un rôle moteur dans le combat antireligieux du parti, ne s'attaque pas uniquement à la religion mais aussi à ce qu'elle considère comme des déviations à la méthode fixée pour cette lutte. Ainsi, les affirmations des premiers marxistes, selon lesquelles la religion allait disparaître avec l'arrivée du tracteur, sont tournées en ridicule par la Ligue.
Dans ce combat contre la religion et les déviances, la Ligue emploie tous les pouvoirs qui lui ont été donnés par le Comité central du parti communiste lors du congrès de 1929 : donner des ordres aux écoles, aux universités, aux forces armées, aux syndicats, au Komsomol, à l'Organisation des pionniers, à la presse, et à d'autres institutions, pour favoriser ses campagnes. La Ligue critique plusieurs institutions, dont le parti communiste, pour ne pas avoir combattu la religion de façon adéquate, et donne des consignes pour être plus efficace. Le Commissariat du Peuple à l'éducation est chahuté et la glavnauka, administration des affaires scientifiques et artistiques, est également la cible de critiques parce qu'elle protège le patrimoine architectural religieux. Un porte-parole de cette dernière défend son bilan devant la Ligue en affirmant que l'administration a réduit le nombre total de bâtiments historiques sous sa protection (des églises et des monastères anciens pour la plupart), leur chiffre passant de 7 000 à 1 000, notamment en les détruisant.
En 1930, le Conseil central de la Ligue des militants athées adopte, lors de sa seconde séance plénière, un plan en cinq ans visant à annihiler la religion en Union soviétique,.

## Composition

### Une forte adhésion revendiquée

Page de couverture du magazine Bezhnoznik de 1929 représentant des travailleurs jetant Jésus avec les ordures.

Tous les membres du Komsomol doivent appartenir à la Ligue, et il est demandé à tous les membres du Parti communiste d'en soutenir les travaux,. De par ces obligations, la Ligue connait une croissance rapide entre 1929 et 1932. En 1931, elle compte 10 % des élèves de l'Union soviétique parmi ses membres. Le lien entre la Ligue, le Komsomol et la jeunesse est reflété dans le programme du Xe Congrès du Komsomol :
«  Le Komsomol explique patiemment à la jeunesse la nocivité des superstitions et des préjugés religieux, en organisant des cercles de discussions sur le sujet et des conférences sur la propagande antireligieuse. »
Plus globalement, la Ligue est passée de 87 000 membres en 1926 à 500 000 membres en 1929 et atteint un pic à 5,67 millions en 1931 (le nombre retombe à 5,5 millions en 1932). On compte encore 2 millions en 1938, qui connait un regain d'intérêt en 1941 avec 3,5 millions de membres. À titre de comparaison, le parti communiste ne comptait à cette époque qu'1,8 million de membres. La moitié des membres de la Ligue vivaient aux environs de Moscou et de Leningrad, ce qui a poussé ses dirigeants à créer des « cellules » à travers le pays, pour que la propagande puisse toucher les ruraux.
Bien que le nombre de membres affiliés décline à partir de 1931, la Ligue revendique une croissance importante de ses effectifs dans les républiques d'Asie centrale. Les musulmans d'Asie centrale, qui ont l'habitude de voir des missionnaires chrétiens venir pour les convertir, font l'objet d'un traitement spécial par les membres de la Ligue des militants athées, qui déclare par l'intermédiaire de son dirigeant Iemelian Iaroslavski :
« Une approche inadéquate de la propagande antireligieuse parmi ces gens peut leur rappeler des souvenirs de l'oppression tsariste, et être interprétée par la partie la plus arriérée et la plus fanatique de la population musulmane comme une répétition du passé, quand les missionnaires chrétiens vilipendaient la foi mahométane. »

### La peur de l'ennemi interne
La Ligue surveille aussi ses propres adhérents et s'interroge sur la possibilité qu'auraient certains croyants de l'infiltrer pour prouver leur loyauté au régime tout en sabotant ses travaux antireligieux. En réponse à ce problème, la Ligue exige que tout membre qui souhaite entrer dans une église (notamment pour y mener un travail antireligieux en repérant les croyants ou en les comptant) en demande auparavant l'autorisation à sa cellule locale, afin d'être certaine qu'il n'y aille pas pour prier. En revanche, la Ligue de Tachkent fait traduire le Coran en ouzbek pour que les musulmans puissent le lire et se rendre compte de ses « erreurs ».
La position officielle est la suivante :
« Toutes les religions, peu importe leur état de « rénovation » ou de « pureté », sont des systèmes de pensée profondément hostiles au socialisme... Les organisations religieuses sont en réalité des bureaux politiques de groupes hostiles au prolétariat au sein du pays et de la bourgeoisie internationale... Une attention spéciale doit être accordée aux rénovationistes de l'orthodoxie chrétienne, de l'islam, du bouddhisme tibétain, et des autres religions… Ces courants ne sont que des déguisements pour une lutte plus efficace contre le pouvoir soviétique. En comparant bouddhisme ancien et christianisme ancien au communisme, les rénovationistes essayent de remplacer la théorie communiste par une forme purifiée de religion, qui en devient de fait plus dangereuse. »

## Les travaux de la Ligue

### Actions de propagande
En 1932, Iemelian Iaroslavski est optimiste sur la réussite de sa campagne et déclare :
« Il ne fait aucun doute que le nouvel État d'URSS dirigé par le parti communiste, avec un programme imprégné par l'esprit de l'athéisme militant, va réussir à surmonter les grandes difficultés qui se dressent sur son chemin - et que ni les « puissances célestes », ni les exhortations de tous les prêtres du monde ne pourront empêcher la réalisation des objectifs qu'il s'est fixés. »
La Ligue fait imprimer un grand nombre de livres antireligieux. Ceux-ci se moquent généralement des convictions religieuses.
Ainsi, l'hebdomadaire Bezbojnik atteint un tirage de 500 000 exemplaires en 1931. Le mensuel Bezbojnik est imprimé à 28 000 exemplaires en 1928, 200 000 en 1931, et 230 000 en 1938. Bezbojnik u stanka compte quant à lui 50 000 à 70 000 exemplaires, mais le journal s'arrête en 1932. Le mensuel du comité central de la Ligue, nommé Antireligioznik (L'Anti-religieux) apparait en 1926, atteint 17 000 exemplaires parus en 1929 (il s'agissait d'une publication de 130 pages), et 30 000 en 1930. Le volume de ce mensuel est réduit à 64 pages en 1940, et le tirage est monté à 45 000 en 1941 avant que sa publication ne soit arrêtée,,.
La littérature émise par la Ligue est passée de 12 millions de pages imprimées en 1927 à 800 millions en 1930 (dont au moins 100 millions de littérature antireligieuse). En 1941, 67 livres et brochures de propagande antireligieuse ont été imprimés, avec un tirage total à 3,5 millions d'exemplaires,.
Entre 1928 et 1932, un journal pour les paysans intitulé Derevenskii Bezbojnik (l'impie rural) est émis. La Ligue le prétend si populaire dans les campagnes qu'il est « lu même en lambeaux », cela ne l'empêche pas de stopper sa publication en 1932. Le caractère populaire de la propagande antireligieuse est également contredit par des cas de lynchages de militants antireligieux.
En 1930, la direction de la Ligue indique que les enquêtes sont nuisibles dans les écoles où la majorité des élèves sont croyants, et que ces données ne devraient pas, en principe, être utilisées.
Une note produite par la Ligue en 1934 admet l'existence de croyants sincères parmi les intellectuels, mais elle est contestée par Iaroslavski en 1937 qui prétend que « tous les universitaires et scientifiques qui croient en Dieu sont des imposteurs, des hypocrites et des escrocs ».

### Les résultats des politiques antireligieuses

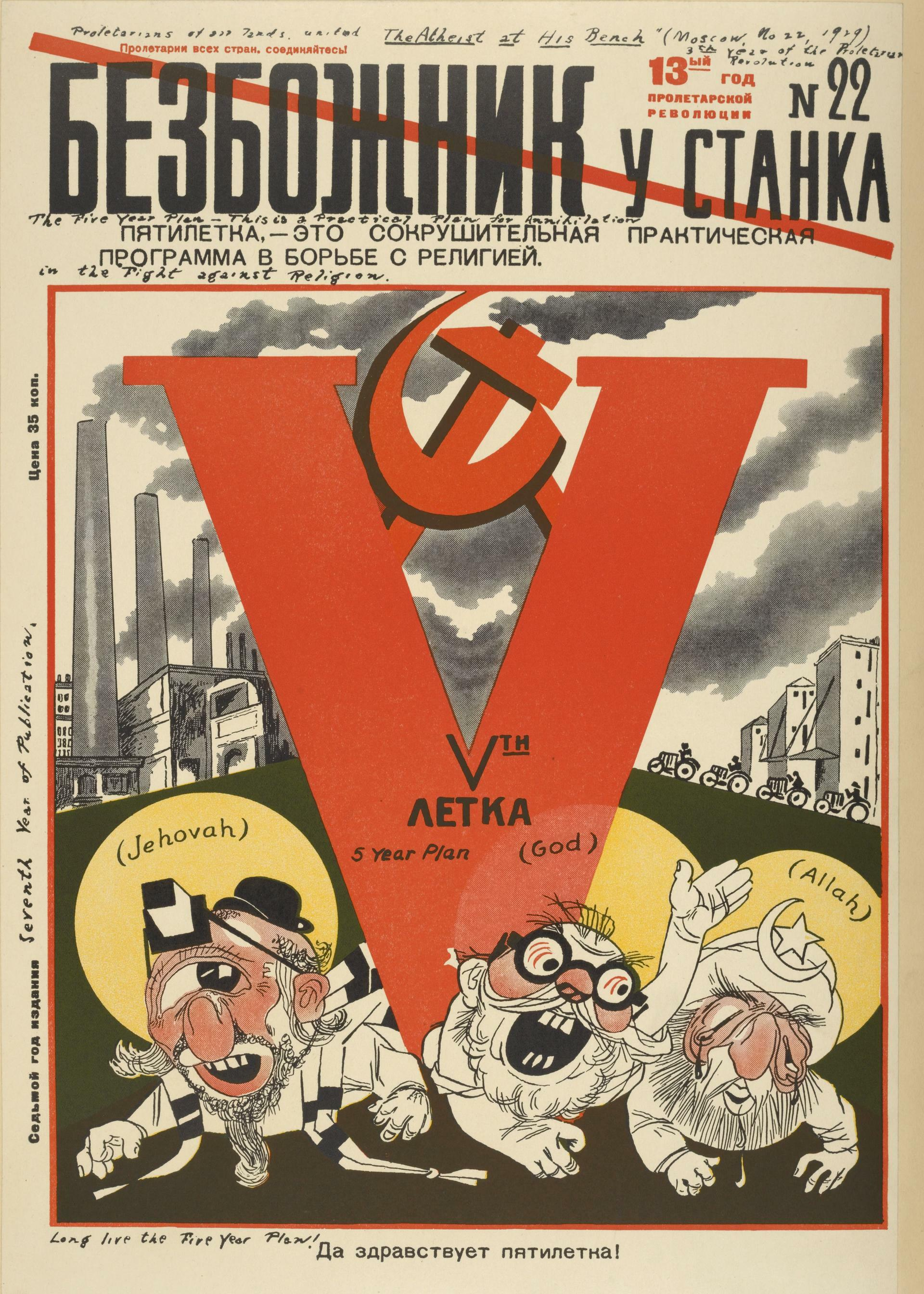
Couverture de Bezhnoznik en 1929 montrant l'islam, le judaïsme et le christianisme vaincus par le plan quinquennal.

Sous la direction de la Ligue, les fermes collectives athées sont créées.
La Ligue a réduit le nombre de communautés religieuses, toutes croyances confondues, de 50 000 en 1930 à 30 000 en 1938 et 8 000 en 1941. Le dernier chiffre comprend, cependant, 7 000 communautés vivant dans les territoires annexés de l'ouest de l'Union soviétique (il ne reste donc que 1 000 communautés religieuses parmi les 50 000 initiales).
Pourtant, l'enthousiasme de ses membres est généralement faible, et les cotisations souvent impayées ; seule une minorité des membres semble être réellement intéressée par le travail antireligieux,.
Le nature de la campagne antireligieuse évolue à la fin des années 1930 et au début des années 1940. Le régime y adopte une position plus modérée. Iaroslavski indique, en 1941, qu'il ne faut pas condamner tous les croyants, et que certains d'entre eux sont des citoyens soviétiques loyaux. Il appelle à un travail individuel du « patient », avec lequel il faut faire preuve de tact, sans offenser ses croyances, mais en le rééduquant. Il rappelle que la religion a disparu dans certaines régions du pays, mais qu'elle reste forte dans les territoires annexés, contre lesquels il ne faut pas lancer de campagnes brutales.
Il ajoute qu'il n'y a que très peu de tentatives pour faire rouvrir les églises, et que cet état de fait est un signe du déclin de la religion. Il désigne par ailleurs ceux qui souhaitent rouvrir les églises comme des anciens koulaks, ou des falsificateurs de chiffres. Cependant, ces propos sont contredits par les propres statistiques de la Ligue (basés sur le recensement de 1937) selon lesquelles la religion est encore bien implantée dans la moitié du pays, même si les croyants n'ont pas de structures pour adorer leur dieu et qu'ils ne sont plus en mesure d'exprimer ouvertement leurs convictions.

## Démantèlement
Après l'invasion nazie de 1941, les églises sont rouvertes dans les territoires sous occupation allemande, les fidèles y affluent massivement. Dans un souci de cohésion nationale le régime soviétique modifia son attitude antireligieuse. Dans son célèbre discours du 3 juillet 1941 Staline s'adressait non seulement aux "Camarades" et aux "Citoyens" mais aussi aux "Frères" et aux "Sœurs" ce qui marqua l'infléchissement de la ligne.
Par ailleurs, Staline avait été prévenu que le soutien des Alliés à l'effort de guerre est conditionné à l'arrêt de la campagne antireligieuse. Il fait donc cesser les persécutions à l'égard des croyants et dissout la Ligue des militants athées,,. Toutes les publications de la Ligue sont interrompues en septembre 1941. La date d'arrêt complet de la Ligue est inconnue, mais plus aucune activité n'est répertoriée au-delà de l'année 1947.
Dès 1942, Iaroslavski se tourne vers d'autres occupations, et publie un article sur la germanophobie de l'écrivain Dostoïevski.
En 1947 fut fondée l'Association Pan-Unioniste pour la diffusion des connaissances scientifiques et politiques qui prit le relais mais avec moins d'activité.